# Mikuláš Medek

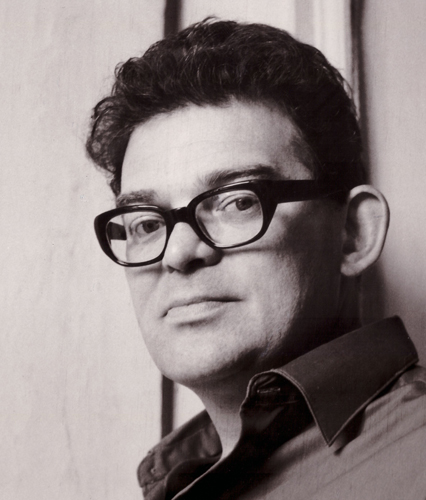
Emila Medková: Mikuláš Medek im Jahr 1967

Mikuláš Medek (* 3. November 1926 in Prag; † 23. August 1974 ebenda) war ein tschechischer Maler. Er war ein Enkel des impressionistischen Malers Antonín Slavíček, Sohn des Generals der tschechoslowakischen Armee und Schriftstellers Rudolf Medek und Bruder des Journalisten Ivan Medek. Er gilt als einer der wichtigsten Vertreter der tschechischen modernen Malerei der Nachkriegszeit. Er war mit der Fotografin Emila Medková verheiratet.

## Werk
Das künstlerische Erbe von Medek lässt sich in drei Perioden unterteilen. Er wurde zunächst von der Tradition des Surrealismus beeinflusst. Die zweite Phase ist der Beginn der 1950er Jahre in einer Zeit brutaler kommunistischer politischer Repression in der Tschechoslowakei. Er begann, der absichtlich vereinfachten figurativen Arbeit mehr Aufmerksamkeit zu schenken. Figuren in einem Raum eines simulierten optimistischen Weltbildes, die schizophrene Natur der Menschheit, die ihr authentisches Gesicht vor Angst verbirgt, täuscht Loyalität zum System vor.
An der Wende der 50er und 60er Jahre nimmt die wichtigste Periode von Medeks Schaffen Gestalt an und konzentriert sich auf die abstrakte Malerei. Strukturelle Dialoge zwischen makroskopischer und mikroskopischer Welt in metaphorischer Bedeutung stellen grundlegende Fragen des menschlichen Lebens anschaulich dar, unterstützt von der Leidenschaft oder geheimnisvoller Farbschwärze, formal durch den Einsatz spezieller Materialien und innovativer Techniken der Emulsionsmalerei.
Die so genannten „vorbereiteten Bilder“ aus farbigen Materialien, angeordnet in Form von gedruckten Symbolen mit einer mystischen Atmosphäre des Ganzen. Medek schuf die ursprüngliche Symbolik von Zeichensystemen mit besonderen Formen und Farben als Metaphern für die menschliche Existenz in ihrer tragischen, malerischen und schmerzhaften Realität. Der intensive emotionale mystische Ausdruck, die innere Konsistenz und Authentizität der Botschaft und die spirituelle Energie, die von seinen Bildern ausgeht, machen aus Medek einen der wichtigsten und originellsten Persönlichkeiten nicht nur der tschechischen, sondern auch europäischen Malerei des 20. Jahrhunderts.
Medeks Werk ist – dank heimlicher Ausstellungen – zu einem Vorbild für jüngere radikale Künstler geworden. Nach 1960 wurde Medek in der Öffentlichkeit bekannt, wobei sein bekanntestes Werk als Altarbild in der Kirche Jedovnice (1963) sowie als Komposition für die Innenräume der staatlichen Fluggesellschaft Československé aerolinie in Damaskus, Košice (1963), Paris (1964), Prag (1969) und New York (1970) entstand.
Medeks Werke befinden sich größtenteils im Besitz renommierter Galerien (z. B. Sydney, New York, Amsterdam, Rotterdam, Hamburg, Bochum, Bratislava, Skopje usw.) oder in Privatsammlungen. Die erste öffentliche Ausstellung seiner Werke in Tschechien wurde 2002 realisiert, einige seiner Werke wurden jedoch bereits 1988 in der örtlichen Galerie in Roudnice nad Labem ohne vorherige Ankündigung ausgestellt.

## Krankheit und Tod
Ab 1962 litt Medek an einer schweren Form von Diabetes, die die Ursache für seine spätere Osteoporose und allgemeine Körperschwäche war. Sein Gesundheitszustand eskalierte schnell, auch aufgrund anhaltender schwerer psychischer Probleme. Er starb im Alter von 47 Jahren im August 1974 in Prag an Komplikationen im Zusammenhang mit Diabetes.

## Überblick der wichtigsten Werke

### Bilder
- Surrealismus: Magnetische Fische, Lärm der Stille, Die Welt der Zwiebel usw.
- Existenzieller Surrealismus: Kopf einen imperialistischen Traum träumend, Nackte Dornen, Cranachs Überlyrik mit imperialistischen Blume, Tag und Nacht, Haken, Schrei, Kuss, Festmahl-Zyklen, ad.
- Vorbereitete Gemälde: Eisernes Kreuz, Feier von 21.870 roten Zentimetern, Venus-Zyklus, Eigener Zyklus Vorbereitete Bilder usw.
- Fantasievolle Malerei: Zyklus Gäste ohne Gastgeber, Turm-Designer, Durstige Engel, Engel in Handschellen I, II, Großinquisitor, Verkündigung, Bewegliches Grab I.–IV. Das letzte Gemälde von Medek war Vier Kreise (1974).[5]

### Buchillustration
- Otokar Březina: Hände.
- Vladimír Holan: Babyloniaca.
- Franz Werfel: Das Lied von Bernadette.

### Werke in der Architektur
- 1963–1965: Altarbild, Kirche von St. Peter und Paul, Jedovnice, Südmähren, Tschechien. Der Rahmen des Gemäldes ist ein Werk von Jan Koblasa
- 1971: Kreuzweg in der Kirche St. Joseph, Senetářov